# Блок Кен
Кен Блок (англ. Ken Block; 21 листопада 1967, США, Каліфорнія, Лонг Біч — 2 січня 2023, Парк-Сіті) — американський автогонщик і шоумен, один із засновників і нещодавно призначений генеральний директор компанії DC Shoes. Блок брав участь у багатьох видах спортивних змагань, включаючи скейтбординг, сноубординг, мотокрос, ралі і ралі-крос.

## DC Shoes

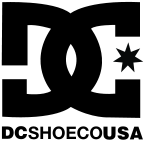
DC Shoes Logo

Кен Блок заснував DC Shoes в 1994 році. Кен разом з партнерами почали DC Shoes як маленьку компанію з виробництва спортивного взуття для скейтбордистів. Кен Блок вірив, що, як і всім іншим спортсменам, скейтбордистам потрібне спеціальне взуття, щоб змагатися на найвищому рівні. Блок і Вей почали продавати таке взуття, і бізнес почав зростати. У травні 2004 DC Shoes була придбана компанією Quiksilver, Inc. Сьогодні DC Shoes відома своїм широким вибором спортивного спорядження, включаючи взуття та інший одяг. Для реалізації на ринку цих продуктів Кен Блок і інші партнери DC Shoes співпрацюють з багатьма спортсменами, щоб розвивати компанію і підвищувати постійно зростаючий бізнес DC Shoes.

## Ралі

### 2005
У 2005 році Кен Блок почав свою ралійну кар'єру з командою Vermont SportsCar. Vermont SportsCar підготувала для Блока Subaru WRX STi, на якій він повинен був брати участь у змаганні. Його перший ралійний сезон був SnowDrift, де в загальному заліку він фінішував сьомим і п'ятим в групі класу N. В сезоні 2005 року Блок мав п'ять фінішів у першій п'ятірці, посів третє місце в групі класу N і четверте місце в загальному заліку в національному чемпіонаті Rally America. До кінця його першого ралійного року Кен Блок виграв приз Rally America Rookie Of The Year.

### 2006
У 2006 році Кен Блок, разом зі своїм товаришем по команді DC Rally Тревісом Пастраной, підписав нову угоду про спонсорство з Subaru. Завдяки цій угоді товариші по команді стали відомі як «Subaru Rally Team USA». З новим ралійним сезоном Блок отримав нову 2006 Subaru WRX STi, підготовлену компанією Vermont SportsCar. Він взяв участь у першому X Games ралі на X Games XII. На змаганні Блок фінішував третім і взяв бронзу. Також він брав участь у національному чемпіонаті Rally America 2006, де фінішував другим.

### 2007
У 2007 році він брав участь в ралійному змаганні X Games XIII, де зайняв друге місце і взяв срібну медаль. На національному чемпіонаті Rally America 2007 Блок фінішував третім. Під час цього сезону Блок також взяв участь у кількох етапах світового чемпіонату з ралі: Rally Mexico і Rally New Zealand. На Rally New Zealand у Блока було два фініша в першій п'ятірці в групі класу N. До кінця 2007 року Блок досяг 19 подіумів та 8 перемог у ралійних змаганнях.

### 2008
У 2008 році Блок отримав нову машину 2008 Subaru WRX STi. Блок вирішив взяти участь у Rallye Baie-des Chaleurs канадського чемпіонату з ралі, щоб отримати досвід в своїй новій машині і підготуватися до світового чемпіонату з ралі в кінці цього року. Блок здобув першу перемогу на канадському ралі. Це було тільки друге змагання для нової машини. Блок і його штурман не змогли отримати очок через відсутність ліцензії на змагання в Канаді. Блок взяв участь на ралі Нью-Йорк США і посів перше місце. В ралійному змаганні X Games XIV Кен Блок розділив третє місце з Дейвом Миррою. Це сталося через те, що обидва учасники мали проблеми з їх машинами. Блок, який дійшов до півфіналу, мав проблему з радіатором через невдале приземлення машини після стрибка. Обидва з бронзовими місцями не могли брати участь з їх пошкодженими машинами, і тому обом дали медалі.
Блок брав участь у національному чемпіонаті Rally America 2008, який завершився 17 жовтня 2008. Він фінішував другим. На ралі Lake Superior Performance Кен Блок фінішував на одну хвилину швидше, ніж його найближчий суперник, і зайняв друге місце. Після цього ралі у Блока було ще три змагання на світовому чемпіонаті з ралі.

### 2010

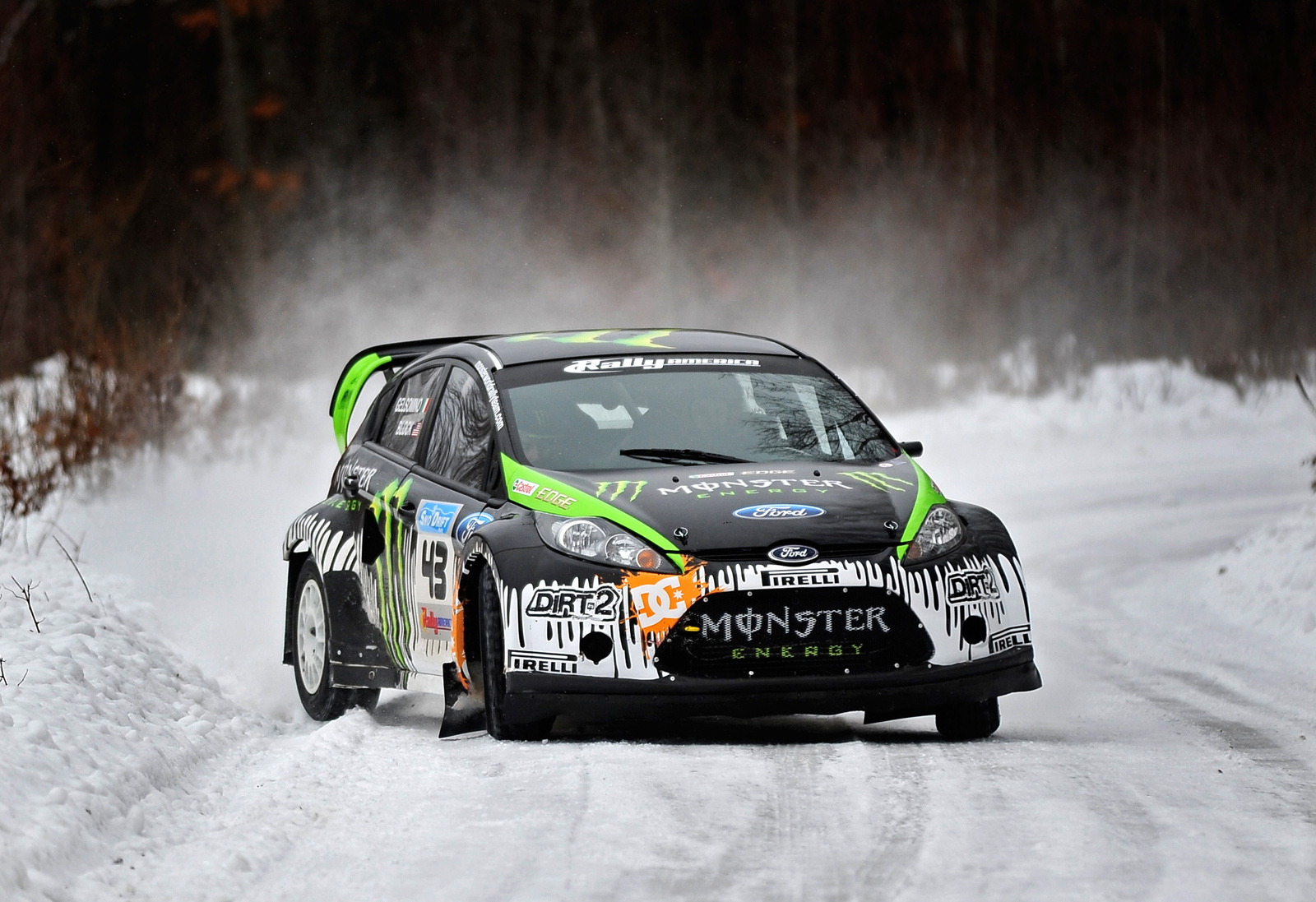
Кен Блок випробовує нову Ford Fiesta. 2010 року

6 січня 2010 року команда Monster World Rally оголосила Кена як їх гонщика для декількох етапів чемпіонату світу з ралі, на якому він буде представляти Monster/Ford Racing Fiesta RS. Його машина буде зроблена на півночі Англії компанією M-Sport, яка також готує офіційні машини Ford WRC.. Блок буде брати участь у його шостому сезоні національного чемпіонату Rally America на Ford Fiesta і також на своєму п'ятому X Games. Кен Блок також буде першим американським гонщиком компанії Ford на чемпіонаті світу з ралі. 27 лютого 2010 Блок виграв 100 Acre Wood п'ятий раз поспіль. Цим досягненням він перевершив рекорд Джона Баффама.

### 2011
Кен Блок і його штурман Алекс Гелсомино 23 березня в результаті аварії на 2011 Rally de Portugal у Фару, Португалія, потрапили у лікарню. Незабаром відповідальний за команду Monster World Rally повідомив, що стан його здоров'я покращився. Також Кен Блок випустив черговий божевільний ролик з серії «Джімхана».

### 2012
Американський гонщик Кен Блок скоротив програму в чемпіонаті світу з ралі до 3 етапів. Скорочення програми пілота в чемпіонаті світу викликано його зобов'язаннями в інших серіях, серед яких першість з ралі-кросу Global RallyCross, турнір X Games і етапи американського чемпіонату з ралі.

### Результати Rally America
| Рік  | автомобіль             | 1        | 2     | 3        | 4        | 5        | 6        | 7        | 8        | 9        | Місце | Очки |
| ---- | ---------------------- | -------- | ----- | -------- | -------- | -------- | -------- | -------- | -------- | -------- | ----- | ---- |
| 2005 | Subaru Impreza WRX STi | SNO 5    | ORE 7 | SUS 3    | PIK 4    | MAI 3    | OJI Сход | COL 4    | LSP 3    | 4        | 65    |      |
| 2006 | Subaru Impreza WRX STi | SNO 3    | ACR 1 | ORE 3    | SUS Сход | MAI 11   | OJI Сход | COL Сход | LSP 1    | WIL 3    | 2     | 90   |
| 2007 | Subaru Impreza WRX STi | SNO 6    | ACR 1 | ORE 2    | OLY 4    | SUS Сход | NEW 3    | OJI 2    | COL 1    | LSP Сход | 3     | 109  |
| 2008 | Subaru Impreza WRX STi | SNO 5    | ACR 1 | OLY 1    | ORE Сход | SUS Сход | NEW Сход | OJI Сход | COL 5    | LSP 1    | 2     | 86   |
| 2009 | Subaru Impreza WRX STi | SNO Сход | ACR 1 | OLY Сход | ORE Сход | SUS 1    | NEW 2    | OJI Сход | COL Сход | LSP 3    | 4     | 80   |
| 2010 | Ford Fiesta            | SNO Сход | ACR 1 | OLY Сход | ORE Сход | SUS Сход | NEW Сход | 12       | 27       |          |       |      |

| Приклад | Опис                         |
| ------- | ---------------------------- |
| 1       | переможець                   |
| 2       | друге місце                  |
| 3       | третє місце                  |
| 5       | фінішував в очковій зоні     |
| 12      | фінішував поза очковою зогою |
| сход    | не фінішував                 |
| ДСК     | дискваліфікрваний            |
| НС      | не стартував                 |
| Т       | травмований або хворий       |
| ИСК     | видалений з протокола        |
| НП      | не прибув                    |
| ОТК     | відмова від участі           |

### Результати WRC
| рік  | Команда                  | автомобіль             | 1      | 2      | 3      | 4      | 5   | 6        | 7     | 8        | 9        | 10     | 11     | 12       | 13     | 14  | 15  | 16 | місце | очки |
| ---- | ------------------------ | ---------------------- | ------ | ------ | ------ | ------ | --- | -------- | ----- | -------- | -------- | ------ | ------ | -------- | ------ | --- | --- | -- | ----- | ---- |
| 2007 | Ken Block                | Subaru Impreza WRX STI | МОН    | ШВЕ    | НОР    | МЕК 28 | ПОР | АРГ      | ИТА   | ГРЕ      | ФИН      | ГЕР    | —      | 0        |        |     |     |    |       |      |
| 2007 | Rally FaNZ               | Subaru Impreza WRX STI | НЗЛ 56 | ИСП    | ФРА    | ЯПО    | ИРЛ | ВЕЛ      |       |          |          |        | —      | 0        |        |     |     |    |       |      |
| 2008 | Subaru Rally Team USA    | Subaru Impreza WRX STI | МОН    | ШВЕ    | МЕК    | АРГ    | ИОР | ИТА      | ГРЕ   | ТУР      | ФИН      | ГЕР    | НЗЛ 30 | ИСП      | ФРА    | ЯПО | ВЕЛ | —  | 0     |      |
| 2010 | Monster World Rally Team | Ford Focus RS WRC 08   | ШВЕ    | МЕК 18 | ИОР    | ТУР 24 | НЗЛ | ПОР Сход | БОЛ   | ФИН      | ГЕР Сход | ЯПО    | ФРА 12 | ИСП 9    | ВЕЛ 21 | 19  | 2   |    |       |      |
| 2011 | Monster World Rally Team | Ford Fiesta RS WRC     | ШВЕ 14 | МЕК 12 | ПОР НС | ИОР    | ИТА | АРГ 18   | ГРЕ   | ФИН      | ГЕР 17   | АВС 19 | ФРА 8  | ИСП Сход | ВЕЛ 9  | 22  | 6   |    |       |      |
| 2012 | Monster World Rally Team | Ford Fiesta RS WRC     | МОН    | ШВЕ    | МЕК 9  | ПОР    | АРГ | ГРЕ      | НЗЛ 9 | ФИН Сход | ГЕР      | ВЕЛ    | ФРА    | ИТА      | ИСП    | 28  | 4   |    |       |      |
| 2013 | Hoonigan Racing Division | Ford Fiesta RS WRC     | МОН    | ШВЕ    | МЕК 7  | ПОР    | АРГ | ГРЕ      | ИТА   | ФИН      | ГЕР      | АВС    | ФРА    | ИСП      | ВЕЛ    | 20  | 6   |    |       |      |

## Інша діяльність в автоспорті
У 2005 році Кен Блок разом з партнерами DC Shoes взяв участь в ралі Gumball 3000. Для цього ралі були модифіковані три Subaru WRX STi 2004 року, спонсорують компанією DC Shoes.
У 2006 році Кен Блок взяв участь у змаганні One Lap Of America разом з Браєном Скоттом. Вони були в одній команді в машині Subaru WRX STi 2006 року і фінішували сорок п'ятими.
У 2006 році для каналу Discovery на шоу «Каскадери» Кен Блок на своїй Subaru WRX STi стрибнув на 171 футів (52 метри) і у висоту на 25 футів (8 метрів). Вся серія була присвячена цьому трюку.
У 2007 році Кен Блок приєднався до команди DC Shoes Snowboarding в Новій Зеландії. Блок зробив великий стрибок і допоміг сноубордистам в трюках.
У 2009 році для каналу BBC на програмі Top Gear Кен Блок взяв Джеймса Мея і показав йому водіння в стилі джімхана в аеропорту Инйоркен, також він змагався з Ріккі Кармайклом, якого він називає «хорошим другом».

## Участь в комп'ютерних іграх
Кен Блок є гонщиком в комп'ютерній грі компанії Codemasters Colin McRae: Dirt 2 зі своєї Subaru Rally Team USA Impreza WRX STi.
Також ралліст з'явився в іграх Dirt 3 і Dirt Showdown, але вже на автомобілі Ford Fiesta.
У 2015 році знявся в ролі «ікони» для гри Need For Speed від Electronic Arts.

## Смерть
Блок помер 2 січня 2023 року у віці 55 років потрапивши в аварію на снігоході неподалік свого ранчо в Вудленді, штат Юта, США. Департамент поліції округу Восач повідомив, що Блок їхав у районі Мілл-Холлоу, коли його снігохід перекинувся на крутому схилі та приземлився на нього. Смерть Блока була констатована на місці аварії.